# سيرج
سيرج هو قسيس بلجيكي، ولد في 8 يوليو 1941 في لوفان في بلجيكا، وتوفي في 22 يناير 2003 في باريس في فرنسا بسبب سرطان الرئة.